# Universidad de Elbasan
La Universidad Aleksandër Xhuvani, conocida coloquialmente como Universidad de Elbasan. es una institución educativa de grado máximo que se encuentra la ciudad albanesa de Elbasan. Está dividida en cinco facultades: Ciencias Naturales, Humanidades, Económicas, Ciencias Educaciones y Médicas y Ciencias Técnicas. El rector de la universidad es el Dr. Skënder Topi.

## Historia
La Universidad Aleksandër Xhuvani es la sucesora institucional de la Escuela Normal de Elbasan (en albanés: Shkolla Normale e Elbasanit), una institución para enseñar a futuros profesores fundada el 1 de diciembre de 1909. La «Shkolla Normale» fue una escuela secundaria, la primera en enseñar en lengua albanesa. Continuó existiendo junto a la Universidad bajo el nombre de «Shkolla Normale Pedagogjike» (Escuela Normal Pedagógica).
El primer establecimiento de una institución de alta educacuón en Elbasan tuvo lugar en 1971 con la fundación del Instituto Secundario Aleksandër Xhuvani (en albanés: Institut i Lartë Pedagogjik Aleksandër Xhuvani). Este Instituto consistía en varios departamentos de educación pedagógica: Lengua albanesa y literatura, Matemáticas y físicas, Historia y geografía, Química y Biología; también tenía departamentos de Ingeniería y Económicas que estaban adscritos a facultades de la Universidad de Tirana. El 12 de noviembre de 1991, el Instituto Secundario se convirtió en la Universidad.
La Universidad tiene el nombre de Aleksandër Xhuvani, un filólogo y educador albanés.

## Rectores
- Dr. Vasil Kamami
- Dr. Hysen Shabanaj
- Prof.Dr. Agron Tato
- Prof.Dr. Mehmet Çeliku
- Prof.Dr. Teuta Dilo
- Prof.Dr. Jani Dode
- Prof.Dr. Liman Varoshi